# 송강 (검사)
송강(宋岡, 1974년 ~)은 대한민국의 검사이다.

## 경력
- 2025.07~ 광주고등검찰청 검사장
- 2024.05~2025.07 법무부 검찰국장
- 2023.09~2024.05 제41대 인천지방검찰청 검사장
- 2022.06~2023.09 대검찰청 기획조정부장
- 2021.07~2022.06 청주지방검찰청 차장검사[1][2]
- 2020.09~2021.07 수원지방검찰청 제2차장검사[3]
- 2020.02~2020.09 대구지방검찰청 제2차장검사
- 2019.08~2020.02 제23대 대구지방검찰청 포항지청장
- 2018.07~2019.08 대검찰청 공안1과 과장
- 2017.08~2018.07 대검찰청 공안2과 과장
- 2016.01~2017.08 대검찰청 공안3과 과장
- 2015.02~2016.01 서울남부지방검찰청 형사6부 부장검사
- 2014.01~2015.02 대전지방검찰청 공안부 부장검사
- 2012.08~2014.01 대검찰청 검찰연구관
- 2009.02~2012.08 서울중앙지방검찰청 검사
- 2007.02~2009.02 법무부 법무과 검사
- 1998.03~2000.01 제29기 사법연수원